# Gradsko groblje sv. Josip u Sarajevu
Gradsko groblje sv. Josip je rimokatoličko groblje u Sarajevu. Površine je 2 hektra i najveće je katoličko groblje u Sarajevu. Brojni ugledni sarajevski katolici pokopani su ovdje. Među njima su hrvatski književnik Silvije Strahimir Kranjčević i povjesničar Antun Hangi. Arhitekturno se ističe arkadama u duhu moderne uz ulaz, izrađenim po projektu Josipa Vancaša. Iznad ulaza je mali toranj sa zvonom. Nadbiskup vrhbosanski dr. Ivan Šarić blagoslovio je arkade i zvono u tornju 24. prosinca 1933. godine. Grobna kapela monsinjora dr Stjepana Hadrovića je na istočnom kraju arkada. Umrle se pokapalo ovdje do 1965. godine. Nakon toga više nije bilo pokopa jer je otvoreno veće groblje Bare. Nakon velikosrpske agresije na Sarajevo opet se ovdje pokapalo mrtve. Župni ured župe Srca Isusova upravljanje objektom prenio je na tvrtku Pokop. U skoro 4,5 tisuće grobnih mjesta pokopano je blizu 7 tisuća osoba. Grobovi su namijenjeni isključivo za pokop katolika. Prostornu cjelinu čini s pravoslavnim grobljem sv. Marko Evanđelist, s kojim čini zapadni dio zajedničkog katoličko-pravoslavnog groblja, zatim s pravoslavnim Bolničkim grobljem, odnosno sadašnjim muslimanskim grobljem Stadion. U blizini su Betanija, stadion na Koševu, dvorana Zetra, stadion za brzo klizanje, gradsko groblje Stadion, gradsko groblje Lav, Koševsko brdo, Koševo, Fakultet zdravstvenih studija, Ciglane i Bjelave.